# Matea Matošević
Matea Matošević (ur. 14 marca 1989 w Zagrzebiu) – chorwacka lekkoatletka specjalizująca się w biegach długodystansowych, uczestniczka igrzysk olimpijskich w Rio de Janeiro (2016). Zawodniczka klubu Ateltski Klub Agram

## Igrzyska olimpijskie
Wzięła udział w biegu maratońskim kobiet w czasie igrzysk w Rio de Janeiro. Dobiegła do mety z czasem 2:50:00, zajmując 104. pozycję w końcowej klasyfikacji. 